# Оструда (гмина)
Оструда (пол. Ostróda) — сельская гмина (волость) в Польше, входит как административная единица в Острудский повет, Варминьско-Мазурское воеводство. Население — 16031 человек (на 2018 год).

## Демография
| Перепись                       | Всего   | Всего | Женщины | Женщины | Мужчины | Мужчины |
| ------------------------------ | ------- | ----- | ------- | ------- | ------- | ------- |
| Единицы                        | человек | %     | человек | %       | человек | %       |
| Население                      | 15 416  | 100   | 7628    | 49,5    | 7788    | 50,5    |
| Плотность населения (чел./км²) | 38,4    | 38,4  | 19      | 19      | 19,4    | 19,4    |

## Сельские округа
1. Бжидово
2. Дуронг
3. Дзядык
4. Герлож
5. Гентлево
6. Глязноты
7. Грабин
8. Гурка
9. Идзбарк
10. Кайково
11. Контно
12. Клёново
13. Липовец
14. Липово
15. Любайны
16. Мендзылесе
17. Морлины
18. Напром
19. Орново
20. Островин
21. Петшвалд
22. Решки
23. Рудно
24. Самборово
25. Смыкувко
26. Старе-Яблонки
27. Шильдак
28. Тужница
29. Тырово
30. Валдово
31. Вирвайды
32. Выгода
33. Высока-Весь
34. Звежево

## Поселения
1. Балцыны
2. Беднарки
3. Груда
4. Краплево
5. Лихтайны
6. Марциняки
7. Мейска-Воля
8. Настайки
9. Панцежин
10. Русь-Мала
11. Рын
12. Рыньске
13. Смыково
14. Сташково
15. Шафранки
16. Варлиты-Вельке
17. Ворнины
18. Выжнице
19. Зайёнчки

## Соседние гмины
1. Гмина Домбрувно
2. Гмина Гетшвалд
3. Гмина Грунвальд
4. Гмина Илава
5. Гмина Любава
6. Гмина Лукта
7. Гмина Миломлын
8. Гмина Ольштынек
9. Оструда